# Хронология запусков к «Тяньгун»
Ниже представлен список запусков к китайской орбитальной станции «Тяньгун». Серым тоном выделены запуски модулей. Жирным шрифтом выделены пилотируемые запуски.

## Хронология запусков по годам
Даты соответствуют времени UTC.

### 2021
| № п/п | Космический аппарат | Средство выведения | Космодром | Запуск     | В составе станции стыковки, перестыковки и расстыковки | Задачи полёта                                  | Завершение полёта      | Длительность полёта |
| ----- | ------------------- | ------------------ | --------- | ---------- | --- | ---------------------------------------------- | ---------------------- | ------------------- |
| 1     | Тяньхэ              | Чанчжэн-5Б         | Вэньчан   | 29.04.2021 | Базовый модуль станции | Вывод на орбиту базового модуля станции.       |                        |                     |
| 2     | «Тяньчжоу-2»        | Чанчжэн-7          | Вэньчан   | 29.05.2021 | Стыковка 29.05.2021 к кормовому узлу модуля «Тяньхэ». Перестыковка на осевой узел ПхО модуля «Тяньхэ» 18.09.2021. Расстыковка и стыковка к осевому узлу ПхО модуля «Тяньхэ» в телеоператорном режиме 07.01.2022. Расстыковка 27.03.2022. Повторное сближение со станцией 30.03.2022 по 2-часовой («быстрой») схеме. | Доставка грузов на станцию.                    | Затопление 31.03.2022  | 305 сут 21 ч 44 мин |
| 3     | Шэньчжоу-12         | Чанчжэн-2F         | Цзюцюань  | 17.06.2021 | Стыковка 17.06.2021 к носовому осевому узлу модуля «Тяньхэ». Расстыковка 16.09.2021. | Доставка экипажа первой экспедиции на станцию. | Приземление 17.09.2021 | 92 сут 4 ч 11 мин   |
| 4     | Тяньчжоу-3          | Чанчжэн-7          | Вэньчан   | 20.09.2021 | Стыковка 20.09.2021 к кормовому узлу модуля «Тяньхэ». Перестыковка 19—20.04.2022 на осевой узел ПхО модуля «Тяньхэ». Расстыковка 17.07.2022. | Доставка грузов на станцию.                    | Затопление 27.07.2022  | 309 сут 20 ч 21 мин |
| 5     | Шэньчжоу-13         | Чанчжэн-2F         | Цзюцюань  | 15.10.2021 | Стыковка 15.10.2021 к надирному узлу ПхО модуля «Тяньхэ». Расстыковка 15.04.2022. | Доставка экипажа второй экспедиции на станцию. | Приземление 16.04.2022 | 182 сут 9 ч 32 мин  |

### 2022
| № п/п | Космический аппарат | Средство выведения | Космодром | Запущен    | В составе станции стыковки, перестыковки и расстыковки | Задачи полёта                                     | Завершение полёта      | Длительность полёта |
| ----- | ------------------- | ------------------ | --------- | ---------- | --- | ------------------------------------------------- | ---------------------- | ------------------- |
| 6     | Тяньчжоу-4          | Чанчжэн-7          | Вэньчан   | 09.05.2022 | Стыковка 10.05.2022 к кормовому стыковочному узлу модуля «Тяньхэ». Расстыковка 09.11.2022. | Доставка грузов на станцию.                       | Затопление 14.11.2022  |                     |
| 7     | Шэньчжоу-14         | Чанчжэн-2F         | Цзюцюань  | 05.06.2022 | Стыковка 05.06.2022 к надирному узлу ПхО модуля «Тяньхэ». | Доставка экипажа третьей экспедиции на станцию.   | Приземление 04.12.2022 | 182 сут 9 ч 25 мин  |
| 8     | Вэньтянь            | Чанчжэн-5Б         | Вэньчан   | 24.07.2022 | Стыковка 24.07.22 к осевому узлу ПхО модуля «Тяньхэ». Перестыковка 30.09.22 на боковой (правый) стыковочный узел ПхО модуля «Тяньхэ» с помощью собственного манипулятора модуля.                            | Доставка целевого модуля станции.                 |                        |                     |
| 9     | Мэнтянь             | Чанчжэн-5Б         | Вэньчан   | 31.10.2022 | Стыковка 31.10.2022 к переднему осевому узлу модуля «Тяньхэ». Перестыковка 03.11.2022 на боковой (левый) стыковочный узел ПхО модуля «Тяньхэ» с помощью собственного манипулятора модуля.                   | Доставка целевого модуля станции.                 |                        |                     |
| 10    | Тяньчжоу-5          | Чанчжэн-7          | Вэньчан   | 12.11.2022 | Стыковка 12.11.2022 к кормовому узлу модуля «Тяньхэ». Мировой рекорд минимального времени полёта корабля к станции: 127 минут. Отстыковка 05.05.2023. Повторная стыковка 05.06.2023. Отстыковка 11.09.2023. | Доставка грузов на станцию.                       | Затопление 12.09.2023  | 304 сут 0 ч 10 мин  |
| 11    | Шэньчжоу-15         | Чанчжэн-2F         | Цзюцюань  | 29.11.2022 | Стыковка 29.11.2022 к осевому узлу ПхО модуля «Тяньхэ». Отстыковка 03.06.2023. | Доставка экипажа четвёртой экспедиции на станцию. | Приземление 03.06.2023 | 186 сут 7 ч 25 мин  |

### 2023
| № п/п | Космический аппарат | Средство выведения | Космодром | Запущен    | В составе станции стыковки, перестыковки и расстыковки                          | Задачи полёта                                  | Завершение полёта      | Длительность полёта |
| ----- | ------------------- | ------------------ | --------- | ---------- | ------------------------------------------------------------------------------- | ---------------------------------------------- | ---------------------- | ------------------- |
| 12    | Тяньчжоу-6          | Чанчжэн-7          | Вэньчан   | 10.05.2023 | Стыковка 10.05.2023 к кормовому узлу модуля «Тяньхэ».Отстыковка 12.01.2024.     | Доставка грузов на станцию.                    | Затопление 19.01.2024. | 253 сут 23 ч 15 мин |
| 13    | Шэньчжоу-16         | Чанчжэн-2F         | Цзюцюань  | 30.05.2023 | Стыковка 30.05.2023 к надирному узлу ПхО модуля «Тяньхэ».Отстыковка 30.10.2023. | Доставка экипажа пятой экспедиции на станцию.  | Приземление 31.10.2023 | 153 сут 22 ч 41 мин |
| 14    | Шэньчжоу-17         | Чанчжэн-2F         | Цзюцюань  | 26.10.2023 | Стыковка 26.10.2023 к осевому узлу ПхО модуля «Тяньхэ».Отстыковка 30.04.2024    | Доставка экипажа шестой экспедиции на станцию. | Приземление 30.04.2024 | 187 сут 6 ч 32 мин  |

### 2024
| № п/п | Космический аппарат | Средство выведения | Космодром | Запущен    | В составе станции стыковки, перестыковки и расстыковки                                        | Задачи полёта                                   | Завершение полёта      | Длительность полёта |
| ----- | ------------------- | ------------------ | --------- | ---------- | --------------------------------------------------------------------------------------------- | ----------------------------------------------- | ---------------------- | ------------------- |
| 15    | Тяньчжоу-7          | Чанчжэн-7          | Вэньчан   | 17.01.2024 | Стыковка 17.01.2024 к кормовому узлу модуля «Тяньхэ». Отстыковка 10.11.2024.                  | Доставка грузов на станцию.                     | Затопление 17.11.2024. | 304 сут 22 ч 58 мин |
| 16    | Шэньчжоу-18         | Чанчжэн-2F         | Цзюцюань  | 25.04.2024 | Стыковка 25.04.2024 к надирному узлу ПхО модуля «Тяньхэ». Отстыковка 03.11.2024.              | Доставка экипажа седьмой экспедиции на станцию. | Приземление 03.11.2024 | 192 сут 4 ч 25 мин  |
| 17    | Шэньчжоу-19         | Чанчжэн-2F         | Цзюцюань  | 29.10.2024 | Стыковка 30.10.2024 к переднему стыковочному узлу ПхО модуля «Тяньхэ». Отстыковка 29.04.2025. | Доставка экипажа восьмой экспедиции на станцию. | Приземление 30.04.2025 | 182 сут 8 ч 42 мин  |
| 18    | Тяньчжоу-8          | Чанчжэн-7          | Вэньчан   | 15.11.2024 | Стыковка 15.11.2024 к кормовому узлу модуля «Тяньхэ». Отстыковка 08.07.2025.                  | Доставка грузов на станцию.                     | Затопление 08.07.2024  | 235 сут 7 ч 33 мин  |

### 2025
| № п/п | Космический аппарат | Средство выведения | Космодром | Запущен    | В составе станции стыковки, перестыковки и расстыковки    | Задачи полёта                                   | Завершение полёта | Длительность полёта |
| ----- | ------------------- | ------------------ | --------- | ---------- | --------------------------------------------------------- | ----------------------------------------------- | ----------------- | ------------------- |
| 19    | Шэньчжоу-20         | Чанчжэн-2F         | Цзюцюань  | 24.04.2025 | Стыковка 24.04.2025 к надирному узлу ПхО модуля «Тяньхэ». | Доставка экипажа девятой экспедиции на станцию. |                   |                     |
| 20    | Тяньчжоу-9          | Чанчжэн-7          | Вэньчан   | 14.07.2025 | Стыковка 15.07.2025 к кормовому узлу модуля «Тяньхэ».     | Доставка грузов на станцию.                     |                   |                     |

### Планируемые запуски
| № п/п | Космический аппарат | Средство выведения | Космодром | Запущен                              | В составе станции стыковки, перестыковки и расстыковки | Задачи полёта                                        | Завершение полёта | Длительность полёта |
| ----- | ------------------- | ------------------ | --------- | ------------------------------------ | ------------------------------------------------------ | ---------------------------------------------------- | ----------------- | ------------------- |
| 21    | Хаолун              | Чжуцюэ-3           |           | планируется во II половине 2025 года | Планируется стыковка со станцией                       |                                                      |                   |                     |
| 22    | Шэньчжоу-21         | Чанчжэн-2F         | Цзюцюань  | планируется в IV квартале 2025 года  | Планируется стыковка со станцией                       | Доставка экипажа десятой экспедиции на станцию.      |                   |                     |
| 23    | Шэньчжоу-22         | Чанчжэн-2F         | Цзюцюань  | планируется в 2026 году              | Планируется стыковка со станцией                       | Доставка экипажа одиннадцатой экспедиции на станцию. |                   |                     |
| 24    | Тяньчжоу-10         | Чанчжэн-7          | Вэньчан   | планируется в 2026 году              | Планируется стыковка со станцией                       | Доставка грузов на станцию                           |                   |                     |